# Бенешть (Васлуй)
Бенешть, Бенешті (рум. Benești) — село у повіті Васлуй в Румунії. Входить до складу комуни Танаку.
Село розташоване на відстані 284 км на північний схід від Бухареста, 9 км на північний схід від Васлуя, 54 км на південь від Ясс, 142 км на північ від Галаца.

## Населення
За даними перепису населення 2002 року у селі проживали 398 осіб, усі — румуни. Усі жителі села рідною мовою назвали румунську.